# Ordenamiento de Nájera
Ordenamiento de Nájera o Pseudo-Ordenamiento de Nájera es el nombre que se atribuye a un supuesto ordenamiento legislativo de la Corona de Castilla, documento de no establecido origen, que pretendía provenir de unas supuestas Cortes de Nájera, convocadas por Alfonso VII en 1138 o por Alfonso VIII en 1185, cuya efectiva existencia no está establecida.
Consta de 58 leyes y se recoge como título 32 y último del Ordenamiento de Alcalá de 1348.
En este texto se recogieron los privilegios de la nobleza castellana y las aportaciones de esta al ejército real. Sirvió de referencia para muchos fueros locales, y es una de las fuentes del Fuero Viejo de Castilla y del Ordenamiento de Alcalá de 1348.